# Velodromo Stampace
Il velodromo Stampace è stato un impianto sportivo di Pisa.

## Storia
La struttura, posta lungo le mura cittadine nei pressi di piazza San Paolo a Ripa d'Arno, venne costruita su un terreno regalato dal Comune alla società sportiva Veloce Club e inaugurato dall'allora principe di Napoli Vittorio Emanuele il 28 luglio 1895.
Era costituito da una pista ad anello su cui venivano ospitate corse ciclistiche e da un campo d'erba centrale su cui, a partire dai primi anni del XX secolo, cominciarono ad allenarsi rappresentative calcistiche, dapprima il Pisa FootBall Club e in seguito il Pisa Sporting Club, antenato dell'attuale principale squadra di calcio cittadina. Il tratto d'erba compresa tra la pista e il campo principale veniva, inoltre, spesso utilizzato per competizioni podistiche e per manifestazioni sportive studentesche.
La struttura, anche per il contesto sociale del quartiere in cui si trovava, ebbe utilizzi anche extrasportivi essendo talvolta luogo di comizi o manifestazioni politiche. In particolare si ricordano almeno due comizi di Pietro Gori qui tenuti, uno il 19 dicembre 1897 e l'altro il 21 giugno 1903.
Venne chiuso intorno al 1920.